# الفلسفة والرياضيات
الفلسفة والرياضيات

## استهلال
الرياضيات كما يعرفها البعض «علم القياس» نسبة إلى العمليات الرياضية الاعتيادية (الجمع - الطرح - الضرب - القسمة) ويقول فيها الغزّالي «نظر في الحساب والهندسة» وقد استخدمت الرياضيات منذ القدم مرتبطة بالحياة الطبيعية للإنسان (البدائي - حسب الرواية الرسمية العالمية للتاريخ الإنساني -) وقد عبر عن تلك العمليات بالرسم، واستخدمت الرياضيات - كعلم - من قبل البابليين وذلك في الحساب، سواء في حساب الأقوات والمدخرات أو مع تقدم الإنسان وخوضه الحروب في تقسيم الغنائم والترتيب البشري في صفوف الجيش من حيث التعداد
وقد كانوا يستخدمون النظام الستيني، أي ستين رمز متدرجة في خانة واحدة قبل أن يطورها المصريون القدماء لتصبح بالنظام العشري المعروف حالياً

## الرياضيات كعلم
يرى البعض بالرغم من أن إنسان الكهف قد استخدم آليات الرياضيات في العمليات والتي عبر عنها بالرسم مثل رسم خمس سمكات قد شطب منها اثنتين تعبيراً عن العملية (5-2) إلا أنهم لم يستخدموا علم الرياضيات بل استخدموا عمليات رياضية حسابية أما الرياضيات فلم تستخدم كعلم مستقل بذاته عن الواقع أي لم تستخدم الرموز والأرقام كلغة مجردة عن القيم الواقعية إلا منذ ثلاثة آلاف إلى خمسة آلاف سنة مضت
حتى يقال: (بدأت الرياضيات عندما قال أول إنسان في العالم «خمسة» فقالوا له خمسة ماذا؟! ، خمسة من أي شيء؟! فقال خمسة فقط، خمسة من لا شيء) وهذا هو حمل الرموز والأرقام بشكل تجريدي عن أي قيم أخرى

## الفلسفة والرياضيات الجبرية واستخدام الآلية ذاتها
يظهر ارتباط الفلسفة بالرياضيات في استخدام الآلية ذاتها في العمليات، فالرياضيون يعبرون عن الأفكار الحسابية بلغة رمزية مجردة من القيم، تستخدم فيها العمليات الجبرية المعروفة ومن ثم يفسرون النتائج بمدلولاتها الواقعية
وهذا ما يفعله الفلاسفة أيضاً فيحولون أفكارهم إلى جمل منطقية تبنى النتائج فيها على المسلمات ثم النتائج على النتائج التي أصبحت مثبتة، وهكذا... حتى الوصول إلى نتيجة مرادة تفسر عن طريقها الأفكار
فكلاً من الفلسفة والرياضيات تبني معلوماتها على حقائق مجردة تفسر لاحقاً بالوقائع اليومية والأفكار المرتبطة بالواقع المحسوس، ونرى أن الفلسفة قد أثرت في الرياضيات في طريقة البرهان المنطقي (نتائج على مسلمات، نتائج على نتائج مثبتة) وأثرت الرياضيات في الفلسفة في التعامل مع النتائج والبراهين كرموز مجردة

## الفلسفة والمجالات العلمية
عندما نرجع في بوصلة التاريخ ونبحث في علماء الفلسفة نجد كثيراً من المتفلسفين رياضيين في الأساس أو العكس، والرياضيات والمنطق شقان متكاملان لا يمكن فصل أحدهما عن الآخر.
الفلسفة خصوصاً علم متداخل مع كثير من العلوم إن لم نستطع القول أنه مرتبط بالعلوم جميعا فكل العلوم ترمي أولاً وأخيراً إلى اكتشاف الحقائق والبحث عن أصول الأشياء وماهياتها ولعل من أبرز الشواهد بزوغ فلاسفة من كبار الفلاسفة قد برعوا في ميادين العلوم الأخرى كابن سينا وابن حيان في الطب وآينشتاين في الفيزياء وفي الرياضيات كان الخوارزمي من أهم علماء المسلمين الذين دمجوا بين الفلسفة والرياضيات

## الفلاسفة والمنطق المطلق
واجه الفلاسفة مشكلة في البحث عن الماورائيات الوجودية اللامحسوسة فانخرطوا في الإلهيات والبحث عن الحقيقة الإلهية التي تظل العقول قاصرة عن الوصول إلى الحقيقة فيها، عندها أصبحوا يتخبطون في تفسيرات غير منطقية نظراً لقصر مدارك العقل البشري في الغيبيات، والإشكالية لديهم كانت في توقع أن العقل يستطيع أن يصل إلى جميع الحقائق، وأنه يستطيع الوصول للحقيقة المطلقة، أو أن المنطق يستطيع إيجاد جميع الماهيات على الإطلاق
ولعل من أهم ما أثر على الفلاسفة في البحث عن الماورائيات الوجودية هو تلك النظريات الفيزيائية والرياضية التي أصبحت مسلمات لدى المجتمع العلمي، والتي سرعان ما يتقدم العلم في اكتشاف حقائق جديدة يصعب عليهم أحيانا تفسيرها تفسيراً منطقياً وفق تلك المسلمات، يلجؤون حينها إلى التكلف الشديد في إيجاد توافق بين الحقائق الجديدة والمسلمات الموجودة على حساب بذل جهد لتصحيح هذه المسلمات من جديد وتفنيدها
وقد عمل الفلاسفة وخصوصاً الفيزيائيون في هذا المجال حيث بدأوا يتوصلون إلى حقائق الأشياء من حولنا، الحقائق الموجية الذبذبية للألوان، والحقائق الذرية للأجسام وسلوكاتها، وقد استخدموا في ذلك كله معادلات رياضية بحتة للتعبير عن أفكارهم. تماماً كما فعل آينشتاين في إثبات النظرية النسبية
ومن هنا نجد أن الرياضيات لغة تجريدية قادرة على التعبير عن مختلف الأفكار وفي شتى الميادين

## الهندسة المنطقية
الهندسة في أساسها (أصول إقليدس) بدأت عن طريق خمس مسلمات هندسية وضعها إقليدس في كتابه الأصول وبدأ يبني بالطريقة المنطقية التقليدية نظرياته واستنتاجاته شاقاً في هذا المجال طرقاً كثيرة تنتظر العلماء البقية لدخولها واستكشافها، ومن بعد عمل إقليدس المنطقي الهندسي هذا بدأ العلماء ينكبون على الهندسة حتى ظهرت في الهندسة مجموعة من المجالات المتخصصة فيها

## أبو حامد الغزّالي والفلسفة الرياضية
تعلم الإمام أبو حامد الغزّالي علم الفلاسفة الكبار حتى أبو الفلسفة أرسطوطاليس حتى ناظرهم في علمهم بل وفاقهم حتى بدأ في تأليف كتب تدحض كثيراً من أفكارهم المنطقية الخاطئة وهي ثلاثة كتب محورية (مقاصد الفلاسفة - معيار العلم - تهافت الفلاسفة)
ويذكر في الأخير (التهافت) في تقسيم علم الفلسفة آن ذاك «أما الرياضيات فهي نظر في الحساب والهندسة وليس فيها ما يخالف العقل ولا هي مما يمكن أن يقابل بإنكار وجحد» فتعداد الرياضيات ضمن أقسام الفلسفة دليل وثيق على قوة الترابط بين هذين العلمين

## لمحة في فلسفة الرياضيات
علم فلسفة الرياضيات هو أكثر ما يمكن أن يوضح لنا مدى الترابط بين الفلسفة والرياضيات، حيث أن هذا العلم يبحث في حقيقة الرياضيات ومنطقيتها وهل هي كما ذكرنا مجرد لغة مجردة من القيم الواقعية لا تستطيع حل المشاكل الواقعية الحادثة كما تتبنى المدرسة الشكلية؟! ، أم نظرية أفلاطون التي تقول أنها لغة تجريدية قابلة للتطبيق على الواقع للبحث في المشكلات الحادثة ومحاولة حلها؟! ، قدم أفلاطون وغيره مثل فيثاغورس الكثير من البحوث في هذا الشأن.